# Takamichi Iwasa
Takamichi Iwasa (岩佐拓 Iwasa Takamichi?) (10 de abril de 1978) es un luchador profesional japonés, conocido por su trabajo en Toryumon y Dragon Gate, donde se encuentra actualmente.

## Carrera

### Toryumon (2000-2004)
Iwasa, después de entrenar en el Último Dragón Gym, debutó en Toryumon Mexico a finales de 2000, derrotando a Nitohei Oyanagi. Formando parte de una clase de Toryumon especializada en llaveo y sumisiones, Iwasa se presentó como un luchador muy hábil en este terreno, revelando el gimmick de un sectario satánico. Poco después Takamichi fue enviado junto con sus compañeros a Toryumon 2000 Project (T2P), una marca en la que imperaba este estilo de lucha.
Más tarde, debido a la desaparición de T2P, Iwasa y el resto del roster fueron enviados a Toryumon Japan. Allí Takamichi se encontró convertido en un jobber, sin conseguir victorias importantes a pesar de su renombrada capacidad en el ring. Iwasa hizo equipo con Anthony W. Mori y Noriaki Kawabata durante los meses siguientes, y posteriormente entró en un infructuoso feudo con King Ali Baba, pero nada de ello realzó su carrera. No fue hasta tiempo más tarde que fue investigado por Crazy MAX (CIMA, SUWA, TARU & Don Fujii) como un posible quinto miembro, siendo por ello sometido a múltiples pruebas. Sin embargo, la plaza como miembro fue conseguida en su lugar por Jun Ogawauchi, otro luchador de bajo nivel que había realizado equipo con Takamichi durante los combates estipulados por Crazy MAX.

### Dragon Gate (2004)
Después de la ida de Último Dragón de la empresa, Toryumon Japan fue renombrado Dragon Gate, contratando a gran parte de los antiguos luchadores de Japan.

## En lucha
- Movimientos finales
  - Lucretia[2] / Kichiku-Gatame[2] (Inverted Indian deathlock cobra clutch)
  - Tozawa-juku Saishuu Ougi So no ni: Noshigami[1][2] (Gory special back to back release facebuster, a veces desde una posición elevada)
  - Tozawa-juku Saishuu Ougi So no san: Maikeru 2007[3] / Mi*Cha~el[2] (Cross-legged sitout belly to back piledriver)

- Movimientos de firma
  - Tsukiyomi[2] (Reverse STO derivado en cradle pin)
  - Goliath Bird Eater[2] (Dragon screw derivado en modified figure four leglock)
  - Tozawa-juku Hiden: Jigoku no Nichoume[2] (Running double knee strike)
  - Tozawa-juku Hiden: Jigokuruma[2] (Hammerlock DDT)
  - Tozawa-juku Hiden: Kiseki[2] (Gory special backslide pin)
  - Tozawa-juku Hiden: Kuroneko[2] (Leg hook backslide pin)
  - Tozawa-juku Hiden: Yabusame[4] (Armlock leg spread)
  - Tozawa-juku Hiden: Sekizuisonshou[5] (Single leg Boston crab facelock)
  - Tozawa-juku Hiden: Gouwan[2] (Running modified lariat)
  - Tozawa-juku Saishuu Ougi: Chouan[2] (High-impact running modified lariat) - usado en ocasiones especiales
  - Tozawa-juku Saishuu Ougi: Kegon[2] (Fisherman suplex Death Valley driver)
  - Tozawa-juku Saishuu Ougi: Noshigami Tsubasa[6] ((High-angle Gory special back to back release facebuster)
  - Tozawa-juku Kihonwaza: Bakuburi-ika[7] (Cutthroat kneeling Argentine backbreaker rack)
  - Arm trap crossface
  - DDT
  - Dropkick, a veces desde una posición elevada
  - Hammerlock grounded octopus hold
  - Kip-up
  - Kneeling backbreaker
  - One-handed clawhold[2]
  - Reverse powerbomb

## Campeonatos y logros
- Dragon Gate
  - Dragon Gate I-J Heavyweight Tag Team Championship (1 vez) - con Kenichiro Arai
  - Dragon Gate Open the Triangle Gate Championship (2 veces) - con Kenichiro Arai & Shinobu (1) y Shingo Takagi & Dragon Kid (1)
  - Dragon Gate Open the Twin Gate Championship (1 vez) - con Kenichiro Arai

- Pro Wrestling Illustrated
  - Situado en el N°327 en los PWI 500 de 2008[8]